# Hội chứng Down
Hội chứng Down, còn được gọi là thể tam bội 21 (trisomy 21), là một rối loạn di truyền do việc thừa một phần hoặc toàn bộ bản sao nhiễm sắc thể 21. Tình trạng này thường liên quan đến sự chậm phát triển, thiểu năng trí tuệ từ nhẹ đến trung bình và các đặc điểm thể chất đặc trưng.
Tên hội chứng được đặt theo John Langdon Down, một thầy thuốc đã mô tả hội chứng này vào năm 1866. Một số khía cạnh của hội chứng được mô tả trước đó bởi Jean-Étienne Dominique Esquirol vào năm 1838 và Édouard Séguin vào năm 1844. Nguyên nhân di truyền của hội chứng Down được phát hiện vào năm 1959.
Hội chứng này thường gặp nhất trong số các bệnh do rối loạn nhiễm sắc thể mà thai vẫn có thể sống sót. Khoảng 1/700 ca mang thai mắc Hội chứng Down.

## Nguyên nhân

### Tuổi của thai phụ
Nguy cơ xảy ra lỗi khi phân chia nhiễm sắc thể tăng theo tuổi của trứng, vì vậy tuổi thai phụ càng cao, nguy cơ mắc Hội chứng Down càng cao.
| Tuổi của thai phụ | Tỷ lệ trẻ mắc hội chứng Down |
| 20                | 1 trong 1,600                |
| 25                | 1 trong 1,300                |
| 30                | 1 trong 1,000                |
| 35                | 1 trong 365                  |
| 40                | 1 trong 90                   |
| 45                | 1 trong 30                   |
| 49                | 1 trong 10                   |

Những thai phụ lớn tuổi cũng có thể gia tăng nguy cơ con sinh ra bị hội chứng Down nếu thuộc những trường hợp sau:
- Sảy thai
- Dị tật bẩm sinh
- Sinh đôi
- Huyết áp cao
- Tiểu đường thai kì
- Lao động nặng nhọc[6]

Cặp vợ chồng đã có một đứa con bị hội chứng Down thì nguy cơ bé thứ hai cũng bị hội chứng Down tăng nhẹ (khoảng 1%).

### Bố mẹ mang gen biến đổi
Cha mẹ là người mang gen biến đổi của hội chứng Down có nguy cơ gia tăng tùy thuộc vào loại đột biến. Bởi vậy, tầm soát trước sinh và tư vấn di truyền là rất quan trọng. Những người mắc hội chứng Down hiếm khi có khả năng sinh sản. 15%-30% phụ nữ thừa một bản sao nhiễm săc thể 21 có khả năng sinh sản và khoảng 50% nguy cơ con sinh mắc hội chứng Down.
Một trong ba biến thể di truyền dưới đây có thể gây ra hội chứng Down:
- Thể tam bội 21 (trisomy 21): Trong khoảng 95% các trường hợp, hội chứng Down là do trong tất cả các tế bào lại có ba bản sao nhiễm sắc thể 21, thay vì hai như bình thường. Điều này là do sự phân chia tế bào bất thường suốt quá trình phát triển của tế bào tinh trùng hoặc tế bào trứng.[4]
- Hội chứng Down thể khảm (Mosaic Down Syndrome): Có thêm một số gen thuộc nhiễm sắc thể 21, nhưng lại không phải ở tất cả các tế bào của cơ thể. Trường hợp này được gọi là hội chứng Down dạng khảm. Người bệnh ở dạng này thường không có các đặc điểm điển hình của Down và không bị ảnh hưởng nghiêm trọng về trí tuệ, trong một số trường hợp còn không được phát hiện.[7]
- Hội chứng Down chuyển vị (Translocation Down syndrome): Hội chứng Down có thể xảy ra khi một đoạn của nhiễm sắc thể 21 dính vào một nhiễm sắc thể khác (chuyển vị) trước hoặc sau thụ tinh. Đứa bé sinh ra có bản sao bình thường của nhiễm sắc thể 21, nhưng bé cũng có thêm vật chất di truyền từ nhiễm sắc thể 21 dính vào nhiễm sắc thể khác.[7]

Không có yếu tố hành vi hay môi trường nào được biết đến sẽ gây ra hội chứng Down.

## Một số phương pháp chẩn đoán
- Xét nghiệm máu của người mẹ trong thai kì[8]
- Hội chứng Down có thể được phát hiện qua các xét nghiệm trong thời kì đầu của thai kì và được khẳng định sau sinh bằng một xét nghiệm máu.[1]
- Phương pháp siêu âm đo khoảng sáng sau gáy ở quý đầu thai kỳ
- Định lượng các chất đánh dấu trong huyết thanh người mẹ hay các xét nghiệm sàng lọc bằng huyết thanh
- Chọc ối:

- Chọc hút dịch ối sớm: thực hiện vào trước 16 tuần.
- Chọc hút dịch ối kinh điển: Thực hiện vào tuổi thai 17-18 tuần.
- Chọc hút dịch ối muộn: Thực hiện vào bất kỳ tuổi thai nào khi phát hiện ra bất thường hình thái trên siêu âm.
- Xét nghiệm DNA tự do của thai nhi trong máu người mẹ thực hiện được từ tuần thứ 10 gọi là phương pháp NIPT (Non-Invasive Prenatal Test - có nghĩa là xét nghiệm tiền sinh không xâm lấn) hoàn toàn không xâm lấn vào buồng ối, không sinh thiết gai nhau nên tuyệt đối an toàn cho mẹ và thai nhi. Ngoài tầm soát hội chứng Down với độ tin cậy lên tới >99% còn có thể tầm soát cả 22 cặp NST còn lại.

## Biểu hiện

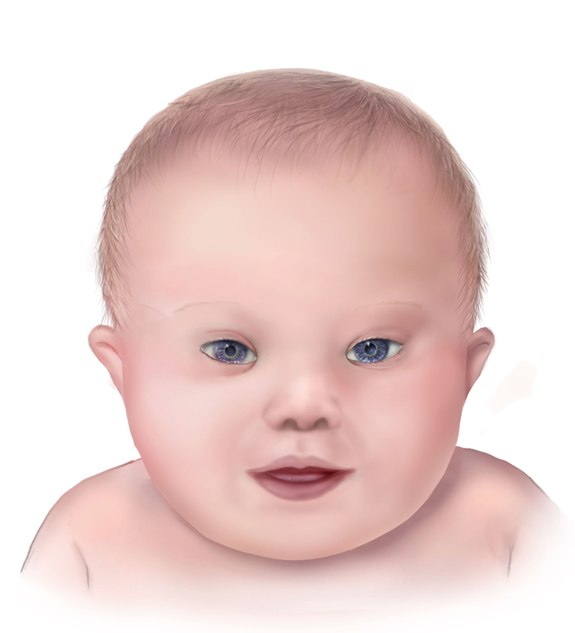
Một bản vẽ mô tả một em bé mắc hội chứng Down

Những người mắc hội chứng Down gần như luôn bị khuyết tật về thể chất và trí tuệ.  Khi trưởng thành, khả năng tinh thần của họ thường tương tự như trẻ 8 hoặc 9 tuổi.  Họ cũng thường có chức năng miễn dịch kém và thường đạt được các mốc phát triển ở độ tuổi muộn hơn.
| Đặc điểm                                    | Đặc điểm                                                                                           |
| ------------------------------------------- | -------------------------------------------------------------------------------------------------- |
| Đầu phẳng, ngắn và bé                       | Răng trông bất thường                                                                              |
| Phát triển chậm                             | Các ngón tay ngắn, ngón út thường khoèo                                                            |
| Gáy rộng và phẳng                           | Lòng bàn tay có nếp sâu nằm nghiêng                                                                |
| Cổ ngắn, vai tròn                           | Bàn chân phẳng, ngón chân chim, ngón cái tòe ra. Khoảng cách giữa ngón cái và ngón chân thứ 2 rộng |
| Thoát vị rốn                                | Các khớp khuỷu, háng, gối, cổ chân lỏng lẻo. Đôi khi trật khớp háng, trật xương bánh chè           |
| Cơ bắp yếu                                  | Thần kinh kém phát triển, si đần                                                                   |
| Mắt dẹt                                     | Có những điểm cọ trong mống mắt                                                                    |
| Tai thấp, nhỏ, dị thường và kém mềm mại     | Khó thở khi ngủ                                                                                    |
| Mắt xếch, mí mắt lộn lên, đôi khi bị lác    | Lưỡi có kích thước tương đối lớn và hay thè ra ngoài                                               |
| Nếp gấp da phủ trong mí mắt, hơi sưng và đỏ | Thường xuyên bệnh tật, ốm yếu                                                                      |
| Miệng trề và luôn há, vòm miệng cao         | Có thể chỉ có một bên tinh hoàn                                                                    |
| Chân tay ngắn, bàn tay ngắn và to           | Có thể chỉ có một bên tinh hoàn                                                                    |

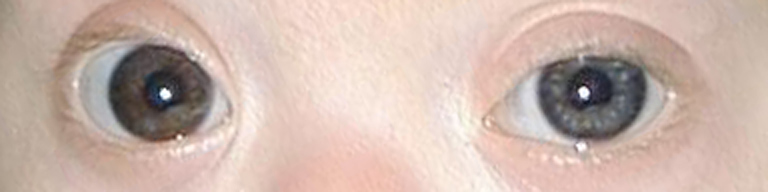
Những đốm cọ có thể được nhìn thấy trong tròng mắt của em bé bị Down

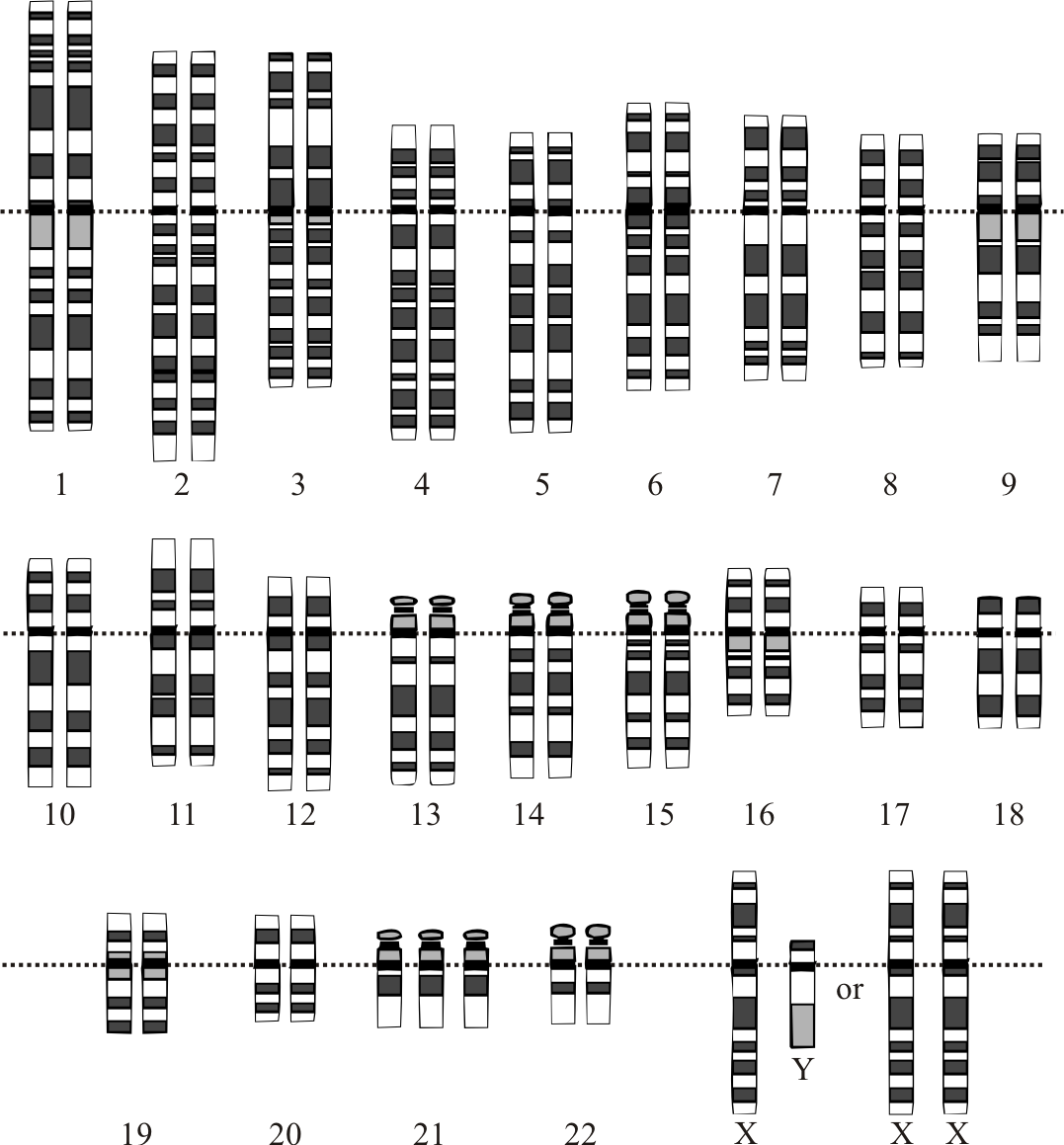
Bộ NST của bệnh nhân Down: có 3 NST 21

Ngoài những đặc điểm nói trên, một nửa số trẻ bị Down có những khuyết tật tim bẩm sinh, các vấn đề hệ tiêu hóa, động kinh, bệnh bạch cầu, bệnh tuyến giáp và rối loạn tâm thần. Song phần lớn có thể chữa được và sức khỏe của trẻ được cải thiện. Các vấn đề về hô hấp, tắc nghẽn đường tiêu hóa sớm ở trẻ sơ sinh và ung thư máu ở tuổi ấu thơ cũng thường gặp. Trẻ bị Down dễ nhạy cảm với các tác nhân nhiễm khuẩn. Nhờ những tiến bộ vượt bậc của y học, ngày nay hầu hết các vấn đề này đã giải quyết được, do vậy tuổi thọ trung bình của những người bệnh Down có thể đạt tới 60 tuổi.
Trẻ bị hội chứng Down thường nhỏ hơn những trẻ cùng trang lứa nhưng lại dễ thừa cân dù theo một chế độ ăn có kiểm soát, nếu tập luyện thường xuyên có thể làm giảm cân. Trẻ chậm phát triển tâm thần từ thể nhẹ đến thể vừa; nhưng nếu được giúp đỡ và can thiệp kịp thời, chỉ gần 10% tiến triển thành thể nặng.
Người bị hội chứng Down có hiện tượng suy thoái về suy nghĩ và nhận thức khi về già. Hội chứng Down cũng đi kèm với nguy cơ mắc bệnh Alzheimer .
Với những trẻ bị hội chứng Down, việc giáo dục kỹ năng thể chất và tâm thần cần được duy trì suốt đời. Nói chung, mức độ chuyển biến trung bình của chúng thấp hơn những trẻ bình thường; phần lớn dừng lại ở những kỹ năng vận động, ngôn ngữ và các kỹ năng cá nhân/xã hội đơn giản.

## Điều trị
Trẻ em, thanh thiếu niên và người lớn mắc hội chứng Down cũng cần được chăm sóc y tế thường xuyên, từ thăm khám trẻ sơ sinh và tiêm phòng thông thường đến tư vấn sinh sản và chăm sóc tim mạch sau này trong cuộc sống. Giống như những người khác, họ cũng được hưởng lợi từ hoạt động thể chất và hoạt động xã hội thường xuyên.
- Can thiệp sớm và trị liệu giáo dục
- Liệu pháp điều trị
- Thuốc và thực phẩm bổ sung
- Thiết bị hỗ trợ[22]